# Juice
《juice》，是日本樂團B'z的第29張單曲

## 簡介
- 距離上一張單曲僅相隔1個半月
- 本單曲達成Oricon連續25單曲第一的紀錄，打破松田聖子保持11年10個月連續24單曲第一的紀錄
- 最終銷量約67.4萬張。

## 製作人員
- 松本孝弘：吉他・全曲作曲・編曲
- 稲葉浩志：主唱・全曲作詞
- ブライアン・ティッシー：鼓 （#1）
- 山木秀夫：鼓 （#2）
- Fingers：貝斯 （#1）
- 明石昌夫：貝斯・編曲 （#2）

## 收錄曲
- 1.juice
- 2.UBU

## 主題曲
朝日電視台「おネプ!」片尾曲。（#1）

## 收錄專輯
- ELEVEN（#1、PM mix）
- B'z The Best "Pleasure II"（#1）
- B'z The Best "ULTRA Pleasure"（#1）